# Rubus alpinus
Rubus alpinus är en rosväxtart som beskrevs av James Macfadyen. Rubus alpinus ingår i släktet rubusar, och familjen rosväxter. Inga underarter finns listade i Catalogue of Life.